# Ingstetten (Schelklingen)
Ingstetten ist ein Ortsteil der Stadt Schelklingen im Alb-Donau-Kreis in Baden-Württemberg.

## Geographie
Ingstetten liegt auf der Hochfläche der Schwäbischen Alb auf 750 m NN zwischen Schelklingen (8 km), Münsingen (12 km) und Laichingen (12 km).

## Geschichte
Ingstetten wurde im Jahre 1282 erstmals urkundlich erwähnt. Der Ort entstand aber früher, und zwar im karolingischen Landesausbau des 9. bis 12. Jahrhunderts. Ingstetten hatte im Mittelalter seinen eigenen Ortsadel, genannt von Ingstetten. Im 14. Jahrhundert verschwand diese Familie aus der urkundlichen Überlieferung. Ein Herrensitz im Dorf Ingstetten konnte bislang nicht nachgewiesen werden. Das Dorf wurde wohl früh Teil der Herrschaft Justingen und teilte deren Geschichte. 1751 kam Ingstetten mit der Herrschaft Justingen an Württemberg.

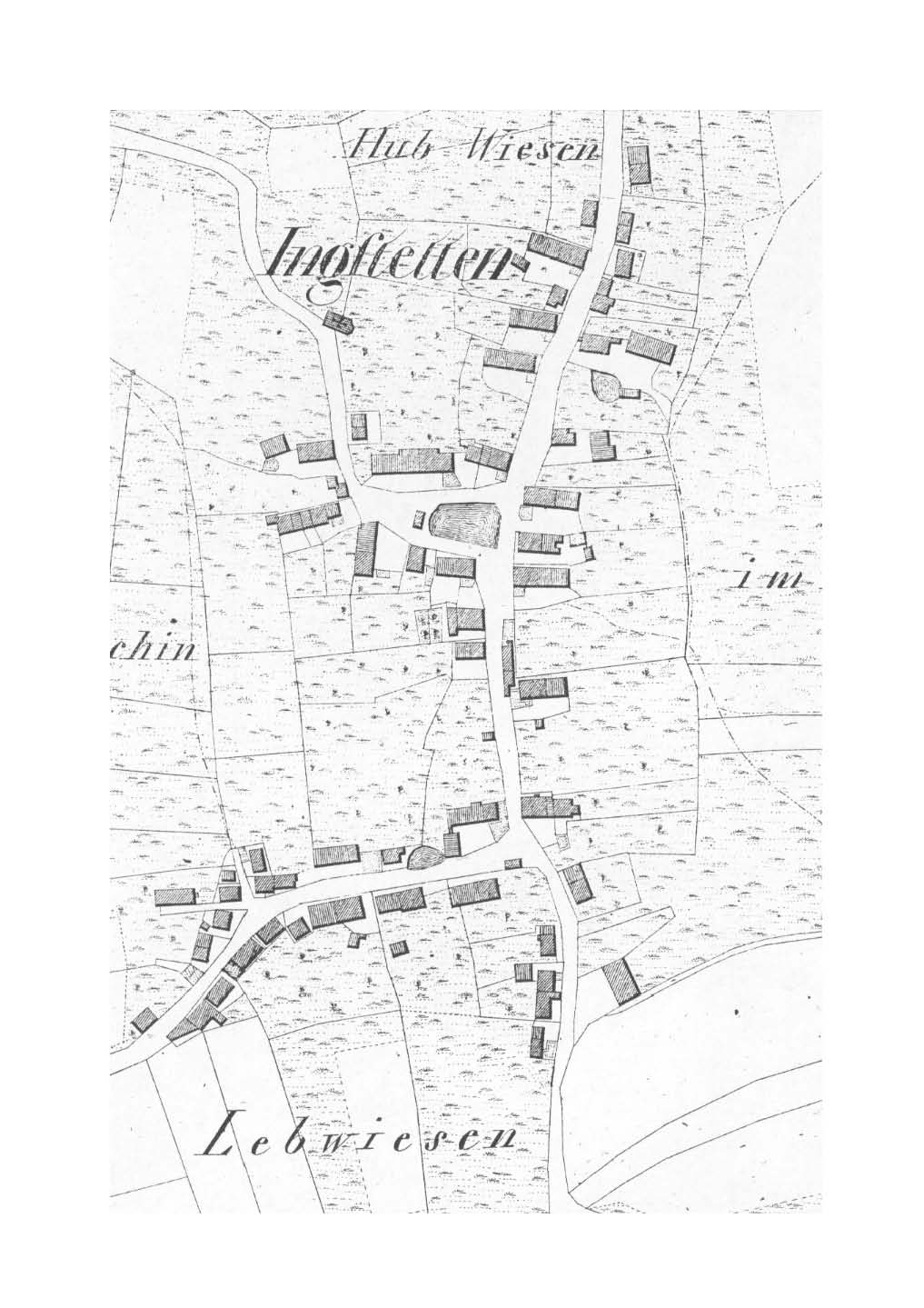
Flurkartenausschnitt mit Ortsplan „Ingstetten“ um 1820

Ingstetten besaß ehemals alle für ein Albdorf typischen Einrichtungen, in welchem die Landwirtschaft der wichtigste Erwerbszweig war: am Dorfplatz, heute eine Bushaltestelle, befand sich die Dorfhüle mit einem Gemeindebackhaus. Weitere Hülen befanden sich in den Gemeindegassen. Bis in das 20. Jahrhundert gab es zwei Dorfschmieden und drei Gastwirtschaften. Das kombierte Rat- und Schulhaus aus dem 19. Jahrhundert befindet sich an der Landesstraße nach Magolsheim. In der zweiten Hälfte des 20. Jahrhunderts wurden weite Teile des ehemaligen Flurstücks Wasen im Westen des Dorfs für Neubauten ausgewiesen. Mehrere Bauernhöfe wurden als Aussiedlerhöfe vom Dorf in die Ackerflur verlegt. Eine starke Neubautätigkeit und Modernisierungen haben die traditionellen Bauerngehöfte weitgehend ersetzt.

### Religionen
Die katholischen Einwohner von Ingstetten waren schon früh in die römisch-katholische Kirchengemeinde St. Oswald Justingen eingepfarrt, die evangelischen Einwohner nach Ennabeuren.

### Eingemeindungen
Die Gemeinde Ingstetten war bis 1751 Teil der Reichsherrschaft Justingen, welche im selben Jahre durch Herzog Carl Eugen von Württemberg erworben wurde. 1807 wurde der Ort Teil des Oberamts Urspring des Kreises Ehingen, seit 1809 gehörte es zum Oberamt Münsingen und seit 1938 zum Landkreis Münsingen. Seit der Gemeindereform im Jahr 1972 ist Ingstetten eine Teilgemeinde der Stadt Schelklingen im Alb-Donau-Kreis.

### Einwohnerentwicklung
Im Spätmittelalter war Ingstetten mit unter 200 Einwohnern kleiner als das Dorf Justingen, etwa gleich groß wie Gundershofen, aber größer als Hütten. Gegenwärtig hat Ingstetten 435 Einwohner.

Bevölkerungsentwicklung in der Herrschaft Justingen 1497–2002

## Politik

### Schultheißen, Bürgermeister und Ortsvorsteher
Schultheißen bis 1930, Bürgermeister von 1930 bis 1972, seit 1972 Ortsvorsteher (mit der Eingemeindung nach Schelklingen im Jahre 1972 wurde der Bürgermeister zum Ortsvorsteher)
- 1615 Alexander Vesel
- 1782 Joseph Sontheimer
- 1813 NN Sontheimer
- 1816 Johannes Rommel
- 1818 NN Zagst
- 1822 NN Klöble
- 1843 NN Kneer
- 1858–1871 Josef Rommel (1826–1888)
- 1871–1880 Matthias Stiegele (1815–1880)
- 1880–1884 Johann Georg Gaus (1826–1884)
- 1884–1913 Timotheus Dorm (1838–1919)
- 1913 Josef Lendler (1854–1931)
- 1923 Franz Anton Klöble (1888–1965)
- 1946 Theodor Unmuth, Bürgermeister (1898–1963)
- 1963 Kaspar Gaus, Bürgermeister und Ortsvorsteher (1907–1983)
- 1977 Josef Hagel, Ortsvorsteher
- 1997 Josef Anton Gaus, Ortsvorsteher (* 1949)

Der Ortsvorsteher wird von der Stadt Schelklingen auf Vorschlag des Ortschaftsrates ernannt.

### Bildung
Der Ort verfügt über einen Kindergarten, eine Grundschule und eine 1977/78 neu erbaute Gymnastikhalle diese wurde 2003 erweitert und in Heinrich-Bebel-Halle (Sporthalle) umbenannt.

## Wirtschaft und Infrastruktur

### Ansässig Firmen
Als größter Produktionsbetrieb hat sich in den 1980er Jahren die Firma Lorenz GmbH & Co.KG in den Räumen einer früheren Textilfabrik angesiedelt. Die Firma Lorenz hat sich auf die Herstellung von Wasserzählern spezialisiert.

### Verkehr
In Ingstetten treffen die Landesstraßen aus Richtung Justingen, Ennabeuren Magolsheim zusammen.

### Kulinarische Spezialitäten
Ingstetten besaß ehemals mehrere Gaststätten (zum Adler, zur Sonne und zur Traube), welche im 20. Jahrhundert alle geschlossen wurden.

## Sehenswürdigkeiten

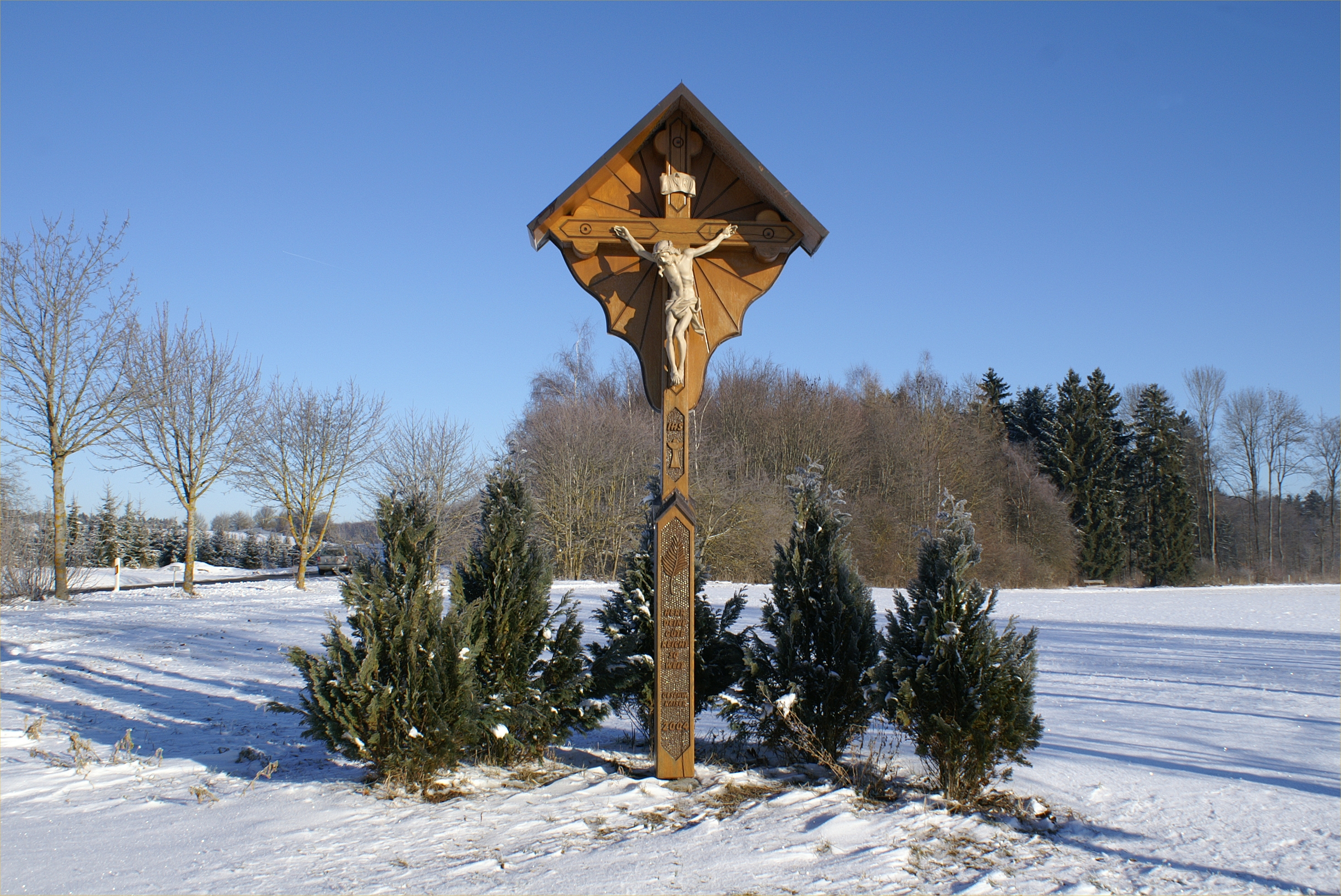
Feldkreuz in Ingstetten

- Die ehemalige herrschaftliche Zehntscheuer aus dem Jahre 1788 an der Zehntgasse mit ihrem charakteristischen Krüppelwalmdach.
- Die alte Barockkapelle St. Sebastian, errichtet 1659–1662, wurde 1966 abgebrochen und durch den Neubau der Kirche zum St. Sebastian ersetzt.

## Persönlichkeiten

### Ehrenbürger
- Hermann (von) Ehmann[2] (* Möckmühl 10. Juni 1844, † 7. Dezember 1905), jüngerer Vetter von Karl Ehmann: Ehrenbürger von Hausen o.U., Ingstetten und Justingen wegen seiner Verdienste um die Einführung der Albwasserversorgung

### Söhne und Töchter der Gemeinde
- Heinrich Bebel (* Ingstetten Mitte 1473, † Tübingen 31. März 1518): Professor für Beredsamkeit und Dichtkunst an der Universität Tübingen, deutscher Dichter des Humanismus
- Wolfgang Bebel (* Ingstetten oder Schelklingen 1491, † Biberach an der Riß? vor 1544): jüngerer Bruder des Heinrich Bebel, Student der Medizin in Tübingen, später Stadtarzt in Biberach an der Riß
- Friedrich Jakob Stiegele (* Ingstetten 1803, † Bad Waldsee 1855), Oberamtsarzt in Bad Waldsee; Bruder des Karl Johannes Stiegele und des Johann Georg Stiegele[3]. Seine Söhne waren: erstens Sebastian Jakob Adolf Hermann (* Bad Waldsee 1837, † Bad Waldsee 1889) wurde katholischer Ortsgeistlicher, zuletzt in Zwiefalten; zweitens Ignaz Hermann Friederich Jakob Stiegele (* 1868) wurde Geistlicher (1861).
- Karl Johannes Stiegele (* Ingstetten 1817, † 1876), Oberamtsarzt in Ravensburg; Bruder des Friedrich Jakob Stiegele und des Johann Georg Stiegele[4]. Dessen Söhne waren u. a.: erstens der Theologe Paul Stiegele (* Ravensburg 1847, † Rottenburg am Neckar 1903); zweitens Karl Johann Stiegele (* Ravensburg 1850, † Stuttgart 1937): Dr. med., Geheimer Hofrat, Leibarzt der Königin Olga von Württemberg in Stuttgart
- Johann Georg Stiegele (* Ingstetten 20. April 1819, † 13. Juli 1868 auf seiner Villa Boschetto bei Monza, Oberitalien): als Giorgio Stigelli gefeierter Tenor auf den Bühnen Europas
- Eduard Stiegele (* Ingstetten 18. Mai 1843, † Bad Waldsee 2. November 1904): Sohn des Matthäus Stiegele (1815–1880) (Sonnenwirt in Ingstetten u. Bruder des Friedrich Jakob, Karl Johannes und Johann Georg Stiegele): katholischer Priester, zuletzt Ortspfarrer in Eberhardzell
- Andreas Locher (* Ingstetten 17. September 1857, † Spaichingen 19. August 1927): württembergischer Oberamtmann und Regierungsrat
- Matthias Beller (* Ingstetten 23. November 1922): Leiter der Reutlinger Kriminalpolizei; seine Erinnerungen siehe unter Literatur